# Olympische Sommerspiele 1968/Teilnehmer (Algerien)
| Gelbes Symbol für Goldmedaillen mit stilisierten Olympischen Ringen | Graues Symbol für Silbermedaillen mit stilisierten Olympischen Ringen | Braundes Symbol für Bronzemedaillen mit stilisierten Olympischen Ringen |
| ------------------------------------------------------------------- | --------------------------------------------------------------------- | ----------------------------------------------------------------------- |
| —                                                                   | —                                                                     | —                                                                       |

Algerien nahm an den Olympischen Sommerspielen 1968 in Mexiko-Stadt, Mexiko, mit einer Delegation von drei Sportlern (allesamt Männer) an neun Wettkämpfen in zwei Sportarten teil. Es konnten keine Medaillen errungen werden. Jüngster Athlet war der Boxer Rabah Labiod (20 Jahre und 202 Tage), ältester Athlet war der Turner Larbi Lazhari (27 Jahre und 112 Tage). Es war nach den Olympischen Sommerspielen 1964 die zweite Teilnahme des Landes an Olympischen Sommerspielen.

## Teilnehmer nach Sportarten

### Boxen
- Rabah Labiod
  - Weltergewicht

Finale: Rang 32
Runde eins: ausgeschieden nach Punkten gegen Julius Luipa aus Sambia (292:296 - 58:59, 59:59 (Runde gewonnen), 58:59, 58:59, 59:60)

- Ali Mebarki
  - Federgewicht

Finale: Rang 17
Runde eins: ausgeschieden nach Punkten gegen Mohamed Sourour aus Marokko (287:295 - 57:59, 59:58, 57:59, 57:60, 57:59)

### Turnen
- Larbi Lazhari
  - Einzelmehrkampf

Finale: 97,35 Punkte (47,50 Punkte Pflicht – 49,85 Punkte Kür), Rang 105
Bodenturnen: 17,30 Punkte (8,45 Punkte Pflicht – 8,85 Punkte Kür), Rang 83
Pferdsprung: 17,45 Punkte (8,55 Punkte Pflicht – 8,90 Punkte Kür), Rang 99
Barren: 16,75 Punkte (9,00 Punkte Pflicht – 7,75 Punkte Kür), Rang 102
Reck: 17,95 Punkte (8,70 Punkte Pflicht – 9,25 Punkte Kür), Rang 71
Ringe: 14,25 Punkte (6,15 Punkte Pflicht – 8,10 Punkte Kür), Rang 110
Seitpferd: 13,65 Punkte (6,65 Punkte Pflicht – 7,00 Punkte Kür), Rang 108